# Deutschland Tour 2022
Die Deutschland Tour 2022 war ein Etappenrennen im Straßenradsport der Männer. Der Wettbewerb war Teil der UCI ProSeries und wurde von der
Gesellschaft zur Förderung des Radsports mbH (GFR), einer Tochtergesellschaft der A.S.O., organisiert.
Die fünf Etappen wurden vom 24. bis 28. August 2022 ausgetragen. Startort war Weimar, das Ziel war in Stuttgart. Im Unterschied zu den Vorjahren gab es zu den bisherigen vier Etappen noch einen Prolog.
Gesamtsieger wurde Adam Yates (Ineos Grenadiers), der durch seinen Sieg auf der dritten Etappe die Führung übernahm.
Gesamtzweiter wurde der Sieger der Schlussetappe, Pello Bilbao (Bahrain Victorious), mit einem Rückstand von 22 Sekunden. Bilbao gewann auch die Punktewertung.
Gesamtdritter wurde mit einem Rückstand von 44 Sekunden Ruben Guerreiro (EF Education-EasyPost).
Gesamtvierter mit einem Rückstand von 47 Sekunden wurde Georg Zimmermann (Intermarché-Wanty-Gobert Matériaux), der damit wie im Vorjahr die Nachwuchswertung gewann.
Die Bergwertung gewann Jakob Geßner (Team Lotto–Kern Haus).
Das Movistar Team gewann die Mannschaftswertung.
Insgesamt wurden 73.365 Euro Preisgelder ausgelobt. Der Sieger der Gesamtwertung erhielt 8135 Euro, die Etappensieger 3615 Euro, für den Prolog gab es knapp die Hälfte. Es wurden die Platzierten bis Rang 20 prämiert. Die Sieger der einzelnen Wertungen erhielten je 3000 Euro.

## Teilnehmer
An der Deutschland Tour 2022 nahmen 20 Teams mit jeweils sechs Fahrern teil.
Neben Fahrern von vierzehn UCI WorldTeams und zwei UCI ProTeams nahmen mit Lotto-Kern Haus, Saris Rouvy Sauerland Team und Dauner-Akkon drei nationale UCI Continental Teams an und eine deutsche Nationalmannschaft teil. Insgesamt waren am Start der Tour 120 Fahrern gemeldet.

### Teams
| WorldTeams (14)- AG2R Citroën Team - Bahrain Victorious - Bora-Hansgrohe - EF Education-EasyPost - Ineos Grenadiers - Intermarché-Wanty-Gobert Matériaux - Israel-Premier Tech - Jumbo-Visma - Lotto-Soudal - UAE Team Emirates - Trek-Segafredo - Team DSM - Quick-Step Alpha Vinyl - Movistar Team ProTeams (2)- Alpecin-Deceuninck - B&B Hotels-KTM Continental Teams (3)- Lotto-Kern Haus - Saris Rouvy Sauerland Team - Dauner-AKKON Nationalmannschaft- Deutschland |
| |

### Fahrer
| Bora-Hansgrohe BOH | Bora-Hansgrohe BOH        | Bora-Hansgrohe BOH |
| ------------------ | ------------------------- | ------------------ |
| Nr.                | Fahrer                    | Platz              |
| 1                  | Nils Politt (GER)         | 36.                |
| 2                  | Emanuel Buchmann (GER)    | 16.                |
| 3                  | Felix Großschartner (AUT) | 54.                |
| 4                  | Marco Haller (AUT)        | 88.                |
| 5                  | Patrick Konrad (AUT)      | 19.                |
| 6                  | Anton Palzer (GER)        | 73.                |

| Intermarché-Wanty-Gobert Matériaux IWG | Intermarché-Wanty-Gobert Matériaux IWG | Intermarché-Wanty-Gobert Matériaux IWG |
| -------------------------------------- | -------------------------------------- | -------------------------------------- |
| Nr.                                    | Fahrer                                 | Platz                                  |
| 11                                     | Alexander Kristoff (NOR)               | 60.                                    |
| 12                                     | Sven Erik Bystrøm (NOR)                | 25.                                    |
| 13                                     | Théo Delacroix (FRA)                   | 47.                                    |
| 14                                     | Laurens Huys (BEL)                     | 32.                                    |
| 15                                     | Barnabás Peák (HUN)                    | 21.                                    |
| 16                                     | Georg Zimmermann (GER)                 | 4.                                     |

| Quick-Step Alpha Vinyl QST | Quick-Step Alpha Vinyl QST | Quick-Step Alpha Vinyl QST |
| -------------------------- | -------------------------- | -------------------------- |
| Nr.                        | Fahrer                     | Platz                      |
| 21                         | Fabio Jakobsen (NED)       | DNF-4                      |
| 22                         | James Knox (GBR)           | 6.                         |
| 23                         | Yves Lampaert (BEL)        | 92.                        |
| 24                         | Florian Sénéchal (FRA)     | 76.                        |
| 25                         | Stan Van Tricht (BEL)      | 53.                        |
| 26                         | Mauri Vansevenant (BEL)    | 5.                         |

| Ineos Grenadiers IGD | Ineos Grenadiers IGD  | Ineos Grenadiers IGD |
| -------------------- | --------------------- | -------------------- |
| Nr.                  | Fahrer                | Platz                |
| 31                   | Adam Yates (GBR)      | 1.                   |
| 32                   | Egan Bernal (COL)     | DNF-4                |
| 33                   | Laurens De Plus (BEL) | DNF-4                |
| 34                   | Filippo Ganna (ITA)   | 44.                  |
| 35                   | Kim Heiduk (GER)      | 85.                  |
| 36                   | Ben Tulett (GBR)      | 55.                  |

| Team DSM DSM | Team DSM DSM           | Team DSM DSM |
| ------------ | ---------------------- | ------------ |
| Nr.          | Fahrer                 | Platz        |
| 41           | Romain Bardet (FRA)    | 33.          |
| 42           | Nico Denz (GER)        | 78.          |
| 43           | Marius Mayrhofer (GER) | DNF-4        |
| 44           | Tim Naberman (NED)     | 99.          |
| 45           | Florian Stork (GER)    | 46.          |
| 46           | Sam Welsford (AUS)     | 97.          |

| Israel-Premier Tech IPT | Israel-Premier Tech IPT | Israel-Premier Tech IPT |
| ----------------------- | ----------------------- | ----------------------- |
| Nr.                     | Fahrer                  | Platz                   |
| 51                      | James Piccoli (CAN)     | 43.                     |
| 52                      | Sebastian Berwick (AUS) | DNF-1                   |
| 53                      | Edo Goldstein (ISR)     | 57.                     |
| 54                      | Reto Hollenstein (SUI)  | 59.                     |
| 55                      | Guy Niv (ISR)           | 75.                     |
| 56                      | Oded Kogut (ISR)        | 98.                     |

| Bahrain Victorious TBV | Bahrain Victorious TBV    | Bahrain Victorious TBV |
| ---------------------- | ------------------------- | ---------------------- |
| Nr.                    | Fahrer                    | Platz                  |
| 61                     | Pello Bilbao (ESP)        | 2.                     |
| 62                     | Phil Bauhaus (GER)        | DNS-0                  |
| 63                     | Heinrich Haussler (AUS)   | 66.                    |
| 64                     | Filip Maciejuk (POL)      | 62.                    |
| 65                     | Jonathan Milan (ITA)      | 84.                    |
| 66                     | Hermann Pernsteiner (AUT) | 13.                    |

| Lotto-Soudal LTS | Lotto-Soudal LTS                  | Lotto-Soudal LTS |
| ---------------- | --------------------------------- | ---------------- |
| Nr.              | Fahrer                            | Platz            |
| 71               | Caleb Ewan (AUS)                  | DNF-4            |
| 72               | Matthew Holmes (GBR)              | 29.              |
| 73               | Reinardt Janse van Rensburg (RSA) | DNF-4            |
| 74               | Roger Kluge (GER)                 | DNF-4            |
| 75               | Sylvain Moniquet (BEL)            | 7.               |
| 76               | Harm Vanhoucke (BEL)              | DNF-4            |

| Alpecin-Deceuninck AFC | Alpecin-Deceuninck AFC    | Alpecin-Deceuninck AFC |
| ---------------------- | ------------------------- | ---------------------- |
| Nr.                    | Fahrer                    | Platz                  |
| 81                     | Maurice Ballerstedt (GER) | 80.                    |
| 82                     | Tobias Bayer (AUT)        | 56.                    |
| 83                     | Alexander Krieger (GER)   | 68.                    |
| 84                     | Jakub Mareczko (ITA)      | HD-1                   |
| 85                     | Scott Thwaites (GBR)      | 65.                    |
| 86                     | Henri Uhlig (GER)         | 74.                    |

| UAE Team Emirates UAD | UAE Team Emirates UAD  | UAE Team Emirates UAD |
| --------------------- | ---------------------- | --------------------- |
| Nr.                   | Fahrer                 | Platz                 |
| 91                    | Fernando Gaviria (COL) | DNF-2                 |
| 92                    | George Bennett (NZL)   | 15.                   |
| 93                    | Mikkel Bjerg (DEN)     | 17.                   |
| 94                    | Alessandro Covi (ITA)  | 67.                   |
| 95                    | Davide Formolo (ITA)   | 10.                   |
| 96                    | Felix Groß (GER)       | 87.                   |

| Deutschland GER | Deutschland GER     | Deutschland GER |
| --------------- | ------------------- | --------------- |
| Nr.             | Fahrer              | Platz           |
| 101             | Simon Geschke       | 27.             |
| 102             | Pirmin Benz         | 79.             |
| 103             | Moritz Kretschy     | 91.             |
| 104             | Jannis Peter        | 30.             |
| 105             | Jonas Rapp          | 58.             |
| 106             | Tim Torn Teutenberg | 72.             |

| AG2R Citroën Team ACT | AG2R Citroën Team ACT   | AG2R Citroën Team ACT |
| --------------------- | ----------------------- | --------------------- |
| Nr.                   | Fahrer                  | Platz                 |
| 111                   | Greg Van Avermaet (BEL) | 41.                   |
| 112                   | Clément Berthet (FRA)   | 23.                   |
| 113                   | Geoffrey Bouchard (FRA) | 12.                   |
| 114                   | Lilian Calmejane (FRA)  | 37.                   |
| 115                   | Lawrence Naesen (BEL)   | 71.                   |
| 116                   | Michael Schär (SUI)     | 28.                   |

| Trek-Segafredo TFS | Trek-Segafredo TFS            | Trek-Segafredo TFS |
| ------------------ | ----------------------------- | ------------------ |
| Nr.                | Fahrer                        | Platz              |
| 121                | Bauke Mollema (NED)           | 26.                |
| 122                | Tony Gallopin (FRA)           | DNF-4              |
| 123                | Amanuel Ghebreigzabhier (ERI) | 96.                |
| 124                | Asbjørn Hellemose (DEN)       | 45.                |
| 125                | Mattias Skjelmose (DEN)       | DNF-4              |
| 126                | Simon Pellaud (SUI)           | 69.                |

| EF Education-EasyPost EFE | EF Education-EasyPost EFE  | EF Education-EasyPost EFE |
| ------------------------- | -------------------------- | ------------------------- |
| Nr.                       | Fahrer                     | Platz                     |
| 131                       | Alberto Bettiol (ITA)      | 11.                       |
| 132                       | Ruben Guerreiro (POR)      | 3.                        |
| 133                       | Odd Christian Eiking (NOR) | 39.                       |
| 134                       | Ben Healy (IRL)            | 50.                       |
| 135                       | Sean Quinn (USA)           | DNF-4                     |
| 136                       | Jonas Rutsch (GER)         | 63.                       |

| B&B Hotels-KTM BBK | B&B Hotels-KTM BBK          | B&B Hotels-KTM BBK |
| ------------------ | --------------------------- | ------------------ |
| Nr.                | Fahrer                      | Platz              |
| 141                | Sebastian Schönberger (AUT) | 34.                |
| 142                | Alan Boileau (FRA)          | 24.                |
| 143                | Maxime Chevalier (FRA)      | 20.                |
| 144                | Miguel Heidemann (GER)      | 48.                |
| 145                | Quentin Jauregui (FRA)      | DNF-2              |
| 146                | Jérémy Lecroq (FRA)         | 86.                |

| Movistar Team MOV | Movistar Team MOV     | Movistar Team MOV |
| ----------------- | --------------------- | ----------------- |
| Nr.               | Fahrer                | Platz             |
| 151               | Iván Sosa (COL)       | 9.                |
| 152               | Juri Hollmann (GER)   | DNS-4             |
| 153               | Max Kanter (GER)      | DNS-4             |
| 154               | Antonio Pedrero (ESP) | 8.                |
| 155               | Óscar Rodríguez (ESP) | 35.               |
| 156               | Einer Rubio (COL)     | 18.               |

| Jumbo-Visma TJV | Jumbo-Visma TJV          | Jumbo-Visma TJV |
| --------------- | ------------------------ | --------------- |
| Nr.             | Fahrer                   | Platz           |
| 161             | Olav Kooij (NED)         | DNS-1           |
| 162             | Lars Boven (NED)         | 42.             |
| 163             | Tobias Foss (NOR)        | 31.             |
| 164             | Gijs Leemreize (NED)     | 14.             |
| 165             | Tosh Van der Sande (BEL) | 51.             |
| 166             | Mick van Dijke (NED)     | 40.             |

| Dauner-AKKON TDA | Dauner-AKKON TDA          | Dauner-AKKON TDA |
| ---------------- | ------------------------- | ---------------- |
| Nr.              | Fahrer                    | Platz            |
| 171              | Frederik Rassmann (GER)   | 83.              |
| 172              | Roman Duckert (GER)       | 61.              |
| 173              | Paul Gehrke (GER)         | DNF-4            |
| 174              | Jonas Messerschmidt (GER) | 49.              |
| 175              | Byron Munton (RSA)        | DNF-4            |
| 176              | Noé Ury (LUX)             | 90.              |

| Team Lotto-Kern Haus LKH | Team Lotto-Kern Haus LKH | Team Lotto-Kern Haus LKH |
| ------------------------ | ------------------------ | ------------------------ |
| Nr.                      | Fahrer                   | Platz                    |
| 181                      | Jakob Geßner (GER)       | 81.                      |
| 182                      | Jan Hugger (GER)         | 64.                      |
| 183                      | Joshua Huppertz (GER)    | 94.                      |
| 184                      | Marcel Meisen (GER)      | 95.                      |
| 185                      | Alexander Tarlton (GER)  | 38.                      |
| 186                      | Ole Theiler (GER)        | 93.                      |

| Saris Rouvy Sauerland Team SVL | Saris Rouvy Sauerland Team SVL  | Saris Rouvy Sauerland Team SVL |
| ------------------------------ | ------------------------------- | ------------------------------ |
| Nr.                            | Fahrer                          | Platz                          |
| 191                            | Johannes Adamietz (GER)         | 22.                            |
| 192                            | Julian Borresch (GER)           | 77.                            |
| 193                            | Jon Knolle (GER)                | 89.                            |
| 194                            | Per Christian Münstermann (GER) | 82.                            |
| 195                            | Abram Stockman (BEL)            | 52.                            |
| 196                            | Michiel Stockman (BEL)          | 70.                            |

| Bora-Hansgrohe BOH | Bora-Hansgrohe BOH        | Bora-Hansgrohe BOH |
| ------------------ | ------------------------- | ------------------ |
| Nr.                | Fahrer                    | Platz              |
| 1                  | Nils Politt (GER)         | 36.                |
| 2                  | Emanuel Buchmann (GER)    | 16.                |
| 3                  | Felix Großschartner (AUT) | 54.                |
| 4                  | Marco Haller (AUT)        | 88.                |
| 5                  | Patrick Konrad (AUT)      | 19.                |
| 6                  | Anton Palzer (GER)        | 73.                |

| Intermarché-Wanty-Gobert Matériaux IWG | Intermarché-Wanty-Gobert Matériaux IWG | Intermarché-Wanty-Gobert Matériaux IWG |
| -------------------------------------- | -------------------------------------- | -------------------------------------- |
| Nr.                                    | Fahrer                                 | Platz                                  |
| 11                                     | Alexander Kristoff (NOR)               | 60.                                    |
| 12                                     | Sven Erik Bystrøm (NOR)                | 25.                                    |
| 13                                     | Théo Delacroix (FRA)                   | 47.                                    |
| 14                                     | Laurens Huys (BEL)                     | 32.                                    |
| 15                                     | Barnabás Peák (HUN)                    | 21.                                    |
| 16                                     | Georg Zimmermann (GER)                 | 4.                                     |

| Quick-Step Alpha Vinyl QST | Quick-Step Alpha Vinyl QST | Quick-Step Alpha Vinyl QST |
| -------------------------- | -------------------------- | -------------------------- |
| Nr.                        | Fahrer                     | Platz                      |
| 21                         | Fabio Jakobsen (NED)       | DNF-4                      |
| 22                         | James Knox (GBR)           | 6.                         |
| 23                         | Yves Lampaert (BEL)        | 92.                        |
| 24                         | Florian Sénéchal (FRA)     | 76.                        |
| 25                         | Stan Van Tricht (BEL)      | 53.                        |
| 26                         | Mauri Vansevenant (BEL)    | 5.                         |

| Ineos Grenadiers IGD | Ineos Grenadiers IGD  | Ineos Grenadiers IGD |
| -------------------- | --------------------- | -------------------- |
| Nr.                  | Fahrer                | Platz                |
| 31                   | Adam Yates (GBR)      | 1.                   |
| 32                   | Egan Bernal (COL)     | DNF-4                |
| 33                   | Laurens De Plus (BEL) | DNF-4                |
| 34                   | Filippo Ganna (ITA)   | 44.                  |
| 35                   | Kim Heiduk (GER)      | 85.                  |
| 36                   | Ben Tulett (GBR)      | 55.                  |

| Team DSM DSM | Team DSM DSM           | Team DSM DSM |
| ------------ | ---------------------- | ------------ |
| Nr.          | Fahrer                 | Platz        |
| 41           | Romain Bardet (FRA)    | 33.          |
| 42           | Nico Denz (GER)        | 78.          |
| 43           | Marius Mayrhofer (GER) | DNF-4        |
| 44           | Tim Naberman (NED)     | 99.          |
| 45           | Florian Stork (GER)    | 46.          |
| 46           | Sam Welsford (AUS)     | 97.          |

| Israel-Premier Tech IPT | Israel-Premier Tech IPT | Israel-Premier Tech IPT |
| ----------------------- | ----------------------- | ----------------------- |
| Nr.                     | Fahrer                  | Platz                   |
| 51                      | James Piccoli (CAN)     | 43.                     |
| 52                      | Sebastian Berwick (AUS) | DNF-1                   |
| 53                      | Edo Goldstein (ISR)     | 57.                     |
| 54                      | Reto Hollenstein (SUI)  | 59.                     |
| 55                      | Guy Niv (ISR)           | 75.                     |
| 56                      | Oded Kogut (ISR)        | 98.                     |

| Bahrain Victorious TBV | Bahrain Victorious TBV    | Bahrain Victorious TBV |
| ---------------------- | ------------------------- | ---------------------- |
| Nr.                    | Fahrer                    | Platz                  |
| 61                     | Pello Bilbao (ESP)        | 2.                     |
| 62                     | Phil Bauhaus (GER)        | DNS-0                  |
| 63                     | Heinrich Haussler (AUS)   | 66.                    |
| 64                     | Filip Maciejuk (POL)      | 62.                    |
| 65                     | Jonathan Milan (ITA)      | 84.                    |
| 66                     | Hermann Pernsteiner (AUT) | 13.                    |

| Lotto-Soudal LTS | Lotto-Soudal LTS                  | Lotto-Soudal LTS |
| ---------------- | --------------------------------- | ---------------- |
| Nr.              | Fahrer                            | Platz            |
| 71               | Caleb Ewan (AUS)                  | DNF-4            |
| 72               | Matthew Holmes (GBR)              | 29.              |
| 73               | Reinardt Janse van Rensburg (RSA) | DNF-4            |
| 74               | Roger Kluge (GER)                 | DNF-4            |
| 75               | Sylvain Moniquet (BEL)            | 7.               |
| 76               | Harm Vanhoucke (BEL)              | DNF-4            |

| Alpecin-Deceuninck AFC | Alpecin-Deceuninck AFC    | Alpecin-Deceuninck AFC |
| ---------------------- | ------------------------- | ---------------------- |
| Nr.                    | Fahrer                    | Platz                  |
| 81                     | Maurice Ballerstedt (GER) | 80.                    |
| 82                     | Tobias Bayer (AUT)        | 56.                    |
| 83                     | Alexander Krieger (GER)   | 68.                    |
| 84                     | Jakub Mareczko (ITA)      | HD-1                   |
| 85                     | Scott Thwaites (GBR)      | 65.                    |
| 86                     | Henri Uhlig (GER)         | 74.                    |

| UAE Team Emirates UAD | UAE Team Emirates UAD  | UAE Team Emirates UAD |
| --------------------- | ---------------------- | --------------------- |
| Nr.                   | Fahrer                 | Platz                 |
| 91                    | Fernando Gaviria (COL) | DNF-2                 |
| 92                    | George Bennett (NZL)   | 15.                   |
| 93                    | Mikkel Bjerg (DEN)     | 17.                   |
| 94                    | Alessandro Covi (ITA)  | 67.                   |
| 95                    | Davide Formolo (ITA)   | 10.                   |
| 96                    | Felix Groß (GER)       | 87.                   |

| Deutschland GER | Deutschland GER     | Deutschland GER |
| --------------- | ------------------- | --------------- |
| Nr.             | Fahrer              | Platz           |
| 101             | Simon Geschke       | 27.             |
| 102             | Pirmin Benz         | 79.             |
| 103             | Moritz Kretschy     | 91.             |
| 104             | Jannis Peter        | 30.             |
| 105             | Jonas Rapp          | 58.             |
| 106             | Tim Torn Teutenberg | 72.             |

| AG2R Citroën Team ACT | AG2R Citroën Team ACT   | AG2R Citroën Team ACT |
| --------------------- | ----------------------- | --------------------- |
| Nr.                   | Fahrer                  | Platz                 |
| 111                   | Greg Van Avermaet (BEL) | 41.                   |
| 112                   | Clément Berthet (FRA)   | 23.                   |
| 113                   | Geoffrey Bouchard (FRA) | 12.                   |
| 114                   | Lilian Calmejane (FRA)  | 37.                   |
| 115                   | Lawrence Naesen (BEL)   | 71.                   |
| 116                   | Michael Schär (SUI)     | 28.                   |

| Trek-Segafredo TFS | Trek-Segafredo TFS            | Trek-Segafredo TFS |
| ------------------ | ----------------------------- | ------------------ |
| Nr.                | Fahrer                        | Platz              |
| 121                | Bauke Mollema (NED)           | 26.                |
| 122                | Tony Gallopin (FRA)           | DNF-4              |
| 123                | Amanuel Ghebreigzabhier (ERI) | 96.                |
| 124                | Asbjørn Hellemose (DEN)       | 45.                |
| 125                | Mattias Skjelmose (DEN)       | DNF-4              |
| 126                | Simon Pellaud (SUI)           | 69.                |

| EF Education-EasyPost EFE | EF Education-EasyPost EFE  | EF Education-EasyPost EFE |
| ------------------------- | -------------------------- | ------------------------- |
| Nr.                       | Fahrer                     | Platz                     |
| 131                       | Alberto Bettiol (ITA)      | 11.                       |
| 132                       | Ruben Guerreiro (POR)      | 3.                        |
| 133                       | Odd Christian Eiking (NOR) | 39.                       |
| 134                       | Ben Healy (IRL)            | 50.                       |
| 135                       | Sean Quinn (USA)           | DNF-4                     |
| 136                       | Jonas Rutsch (GER)         | 63.                       |

| B&B Hotels-KTM BBK | B&B Hotels-KTM BBK          | B&B Hotels-KTM BBK |
| ------------------ | --------------------------- | ------------------ |
| Nr.                | Fahrer                      | Platz              |
| 141                | Sebastian Schönberger (AUT) | 34.                |
| 142                | Alan Boileau (FRA)          | 24.                |
| 143                | Maxime Chevalier (FRA)      | 20.                |
| 144                | Miguel Heidemann (GER)      | 48.                |
| 145                | Quentin Jauregui (FRA)      | DNF-2              |
| 146                | Jérémy Lecroq (FRA)         | 86.                |

| Movistar Team MOV | Movistar Team MOV     | Movistar Team MOV |
| ----------------- | --------------------- | ----------------- |
| Nr.               | Fahrer                | Platz             |
| 151               | Iván Sosa (COL)       | 9.                |
| 152               | Juri Hollmann (GER)   | DNS-4             |
| 153               | Max Kanter (GER)      | DNS-4             |
| 154               | Antonio Pedrero (ESP) | 8.                |
| 155               | Óscar Rodríguez (ESP) | 35.               |
| 156               | Einer Rubio (COL)     | 18.               |

| Jumbo-Visma TJV | Jumbo-Visma TJV          | Jumbo-Visma TJV |
| --------------- | ------------------------ | --------------- |
| Nr.             | Fahrer                   | Platz           |
| 161             | Olav Kooij (NED)         | DNS-1           |
| 162             | Lars Boven (NED)         | 42.             |
| 163             | Tobias Foss (NOR)        | 31.             |
| 164             | Gijs Leemreize (NED)     | 14.             |
| 165             | Tosh Van der Sande (BEL) | 51.             |
| 166             | Mick van Dijke (NED)     | 40.             |

| Dauner-AKKON TDA | Dauner-AKKON TDA          | Dauner-AKKON TDA |
| ---------------- | ------------------------- | ---------------- |
| Nr.              | Fahrer                    | Platz            |
| 171              | Frederik Rassmann (GER)   | 83.              |
| 172              | Roman Duckert (GER)       | 61.              |
| 173              | Paul Gehrke (GER)         | DNF-4            |
| 174              | Jonas Messerschmidt (GER) | 49.              |
| 175              | Byron Munton (RSA)        | DNF-4            |
| 176              | Noé Ury (LUX)             | 90.              |

| Team Lotto-Kern Haus LKH | Team Lotto-Kern Haus LKH | Team Lotto-Kern Haus LKH |
| ------------------------ | ------------------------ | ------------------------ |
| Nr.                      | Fahrer                   | Platz                    |
| 181                      | Jakob Geßner (GER)       | 81.                      |
| 182                      | Jan Hugger (GER)         | 64.                      |
| 183                      | Joshua Huppertz (GER)    | 94.                      |
| 184                      | Marcel Meisen (GER)      | 95.                      |
| 185                      | Alexander Tarlton (GER)  | 38.                      |
| 186                      | Ole Theiler (GER)        | 93.                      |

| Saris Rouvy Sauerland Team SVL | Saris Rouvy Sauerland Team SVL  | Saris Rouvy Sauerland Team SVL |
| ------------------------------ | ------------------------------- | ------------------------------ |
| Nr.                            | Fahrer                          | Platz                          |
| 191                            | Johannes Adamietz (GER)         | 22.                            |
| 192                            | Julian Borresch (GER)           | 77.                            |
| 193                            | Jon Knolle (GER)                | 89.                            |
| 194                            | Per Christian Münstermann (GER) | 82.                            |
| 195                            | Abram Stockman (BEL)            | 52.                            |
| 196                            | Michiel Stockman (BEL)          | 70.                            |

## Strecke
Insgesamt bestand die Rundfahrt aus vier Etappen und dem Prolog, sodass fünf Renntage zu bewältigen waren. Dabei durchquerten die Athleten die Bundesländer Thüringen, Hessen und Baden-Württemberg. Die Fahrer legten eine Strecke von insgesamt knapp 711 km zurück und bewältigten dabei in etwa 11.290 Höhenmeter.
Die Rundfahrt begann mit dem Prolog, einem kurzen Einzelzeitfahren über 2,7 km in Weimar, ehe es am nächsten Renntag von dort aus Richtung Süden nach Meiningen ging. Auf diesem Abschnitt wurden bereits die ersten Punkte für die Bergwertung vergeben. Von Meiningen aus begann die längste Etappe der diesjährigen Ausgabe. Über 199 km passierte die Strecke von Ost nach West die Rhön und endete in Marburg. Von dort aus wurde das Fahrerfeld zum Start der folgenden Etappe nach Freiburg transferiert. Die ersten 120 km waren noch recht flach, ehe das Terrain hügeliger wurde. Der Schlussanstieg über eine Länge von 12 km endete auf dem Schauinsland an der Bergstation in 1200 m Höhe. Der letzte Tag der Rundfahrt startete im nahe gelegenen Schiltach und verlief auf hügeligem Terrain bis nach Stuttgart mit drei Schlussrunden inklusive Steigungen von bis zu 16 %.
| Etappe    | Datum    | Etappenorte                         | type                 | Länge (km) | Etappensieger      | Gesamtführender |
| --------- | -------- | ----------------------------------- | -------------------- | ---------- | ------------------ | --------------- |
| Prolog    | 24. Aug. | Weimar – Weimar                     | Prolog               | 2,7        | Filippo Ganna      | Filippo Ganna   |
| 1. Etappe | 25. Aug. | Weimar – Meiningen                  | Hügelige Etappe      | 171,7      | Caleb Ewan         | Filippo Ganna   |
| 2. Etappe | 26. Aug. | Meiningen – Marburg                 | Hügelige Etappe      | 200,7      | Alexander Kristoff | Alberto Bettiol |
| 3. Etappe | 27. Aug. | Freiburg im Breisgau – Schauinsland | Mittelschwere Etappe | 148,9      | Adam Yates         | Adam Yates      |
| 4. Etappe | 28. Aug. | Schiltach – Stuttgart               | Hügelige Etappe      | 186,6      | Pello Bilbao       | Adam Yates      |

## Etappenverlauf und Ergebnisse

### Prolog
Weimar (Zeitfahren 2,7 km)
| \| Etappenergebnis \| Etappenergebnis \| Etappenergebnis \| Etappenergebnis \| Etappenergebnis \| \| Fahrer \| Fahrer \| Land \| Team \| Zeit \| \| --------------- \| --------------- \| ---------------------- \| ---------------------- \| --------------- \| \| 1. \| Filippo Ganna \| Italien \| Ineos Grenadiers \| 2 min 56 s \| \| 2. \| Bauke Mollema \| Niederlande \| Trek-Segafredo \| + 2 s \| \| 3. \| Nils Politt \| Deutschland \| Bora-Hansgrohe \| + 3 s \| \| 4. \| Mick van Dijke \| Niederlande \| Jumbo-Visma \| + 5 s \| \| 5. \| Yves Lampaert \| Belgien \| Quick-Step Alpha Vinyl \| + 5 s \| \| 6. \| Ben Healy \| Irland \| EF Education-EasyPost \| + 5 s \| \| 7. \| Adam Yates \| Vereinigtes Königreich \| Ineos Grenadiers \| + 6 s \| \| 8. \| Alberto Bettiol \| Italien \| EF Education-EasyPost \| + 6 s \| \| 9. \| Tobias Foss \| Norwegen \| Jumbo-Visma \| + 6 s \| \| 10. \| Kim Heiduk \| Deutschland \| Ineos Grenadiers \| + 6 s \| |                 |                        |                        |            |
| |                 |                        |                        |            |
| Quelle: ProCyclingStats |                 |                        |                        |            |
| Etappenergebnis |                 |                        |                        |            |
| Fahrer | Fahrer          | Land                   | Team                   | Zeit       |
| 1. | Filippo Ganna   | Italien                | Ineos Grenadiers       | 2 min 56 s |
| 2. | Bauke Mollema   | Niederlande            | Trek-Segafredo         | + 2 s      |
| 3. | Nils Politt     | Deutschland            | Bora-Hansgrohe         | + 3 s      |
| 4. | Mick van Dijke  | Niederlande            | Jumbo-Visma            | + 5 s      |
| 5. | Yves Lampaert   | Belgien                | Quick-Step Alpha Vinyl | + 5 s      |
| 6. | Ben Healy       | Irland                 | EF Education-EasyPost  | + 5 s      |
| 7. | Adam Yates      | Vereinigtes Königreich | Ineos Grenadiers       | + 6 s      |
| 8. | Alberto Bettiol | Italien                | EF Education-EasyPost  | + 6 s      |
| 9. | Tobias Foss     | Norwegen               | Jumbo-Visma            | + 6 s      |
| 10. | Kim Heiduk      | Deutschland            | Ineos Grenadiers       | + 6 s      |

| \| Gesamtwertung \| Gesamtwertung \| Gesamtwertung \| Gesamtwertung \| Gesamtwertung \| \| Fahrer \| Fahrer \| Land \| Team \| Zeit \| \| ------------- \| --------------- \| ---------------------- \| ---------------------- \| ------------- \| \| 1. \| Filippo Ganna \| Italien \| Ineos Grenadiers \| 2 min 56 s \| \| 2. \| Bauke Mollema \| Niederlande \| Trek-Segafredo \| + 2 s \| \| 3. \| Nils Politt \| Deutschland \| Bora-Hansgrohe \| + 3 s \| \| 4. \| Mick van Dijke \| Niederlande \| Jumbo-Visma \| + 5 s \| \| 5. \| Yves Lampaert \| Belgien \| Quick-Step Alpha Vinyl \| + 5 s \| \| 6. \| Ben Healy \| Irland \| EF Education-EasyPost \| + 5 s \| \| 7. \| Adam Yates \| Vereinigtes Königreich \| Ineos Grenadiers \| + 6 s \| \| 8. \| Alberto Bettiol \| Italien \| EF Education-EasyPost \| + 6 s \| \| 9. \| Tobias Foss \| Norwegen \| Jumbo-Visma \| + 6 s \| \| 10. \| Kim Heiduk \| Deutschland \| Ineos Grenadiers \| + 6 s \| |                 |                        |                        |            |
| |                 |                        |                        |            |
| Quelle: ProCyclingStats |                 |                        |                        |            |
| Gesamtwertung |                 |                        |                        |            |
| Fahrer | Fahrer          | Land                   | Team                   | Zeit       |
| 1. | Filippo Ganna   | Italien                | Ineos Grenadiers       | 2 min 56 s |
| 2. | Bauke Mollema   | Niederlande            | Trek-Segafredo         | + 2 s      |
| 3. | Nils Politt     | Deutschland            | Bora-Hansgrohe         | + 3 s      |
| 4. | Mick van Dijke  | Niederlande            | Jumbo-Visma            | + 5 s      |
| 5. | Yves Lampaert   | Belgien                | Quick-Step Alpha Vinyl | + 5 s      |
| 6. | Ben Healy       | Irland                 | EF Education-EasyPost  | + 5 s      |
| 7. | Adam Yates      | Vereinigtes Königreich | Ineos Grenadiers       | + 6 s      |
| 8. | Alberto Bettiol | Italien                | EF Education-EasyPost  | + 6 s      |
| 9. | Tobias Foss     | Norwegen               | Jumbo-Visma            | + 6 s      |
| 10. | Kim Heiduk      | Deutschland            | Ineos Grenadiers       | + 6 s      |

| Punktewertung | Punktewertung  | Punktewertung | Punktewertung    | Punktewertung |
| Fahrer        | Fahrer         | Land          | Team             | Punkte        |
| ------------- | -------------- | ------------- | ---------------- | ------------- |
| 1.            | Filippo Ganna  | Italien       | Ineos Grenadiers | 15 P.         |
| 2.            | Bauke Mollema  | Niederlande   | Trek-Segafredo   | 12 P.         |
| 3.            | Nils Politt    | Deutschland   | Bora-Hansgrohe   | 9 P.          |
| 4.            | Mick van Dijke | Niederlande   | Jumbo-Visma      | 7 P.          |

| Bergwertung | Bergwertung   | Bergwertung | Bergwertung      | Bergwertung |
| Fahrer      | Fahrer        | Land        | Team             | Punkte      |
| ----------- | ------------- | ----------- | ---------------- | ----------- |
| 1.          | Olav Kooij    | Niederlande | Jumbo-Visma      | 3 P.        |
| 2.          | Filippo Ganna | Italien     | Ineos Grenadiers | 2 P.        |
| 3.          | Bauke Mollema | Niederlande | Trek-Segafredo   | 1 P.        |

| Nachwuchswertung | Nachwuchswertung | Nachwuchswertung | Nachwuchswertung      | Nachwuchswertung |
| Fahrer           | Fahrer           | Land             | Team                  | Zeit             |
| ---------------- | ---------------- | ---------------- | --------------------- | ---------------- |
| 1.               | Mick van Dijke   | Niederlande      | Jumbo-Visma           | 3 min 01 s       |
| 2.               | Ben Healy        | Irland           | EF Education-EasyPost | + 0 s            |
| 3.               | Tobias Foss      | Norwegen         | Jumbo-Visma           | + 1 s            |
| 4.               | Kim Heiduk       | Deutschland      | Ineos Grenadiers      | + 1 s            |

| Mannschaftswertung | Mannschaftswertung    | Mannschaftswertung     | Mannschaftswertung |
| Team               | Team                  | Land                   | Zeit               |
| ------------------ | --------------------- | ---------------------- | ------------------ |
| 1.                 | Ineos Grenadiers      | Vereinigtes Königreich | 9 min 00 s         |
| 2.                 | Jumbo-Visma           | Niederlande            | + 6 s              |
| 3.                 | EF Education-EasyPost | Vereinigte Staaten     | + 6 s              |
| 4.                 | Bora-Hansgrohe        | Deutschland            | + 8 s              |

### 1. Etappe
Weimar–Meiningen (171,7 km)
| \| Etappenergebnis \| Etappenergebnis \| Etappenergebnis \| Etappenergebnis \| Etappenergebnis \| \| Fahrer \| Fahrer \| Land \| Team \| Zeit \| \| --------------- \| ------------------- \| --------------- \| ---------------------------------- \| --------------- \| \| 1. \| Caleb Ewan \| Australien \| Lotto-Soudal \| 4 h 01 min 54 s \| \| 2. \| Jonathan Milan \| Italien \| Bahrain Victorious \| + 0 s \| \| 3. \| Max Kanter \| Deutschland \| Movistar Team \| + 0 s \| \| 4. \| Felix Groß \| Deutschland \| UAE Team Emirates \| + 0 s \| \| 5. \| Florian Sénéchal \| Frankreich \| Quick-Step Alpha Vinyl \| + 0 s \| \| 6. \| Alexander Kristoff \| Norwegen \| Intermarché-Wanty-Gobert Matériaux \| + 0 s \| \| 7. \| Jérémy Lecroq \| Frankreich \| B&B Hotels-KTM \| + 0 s \| \| 8. \| Tim Torn Teutenberg \| Deutschland \| Leopard Pro Cycling \| + 0 s \| \| 9. \| Lawrence Naesen \| Belgien \| AG2R Citroën Team \| + 0 s \| \| 10. \| Marius Mayrhofer \| Deutschland \| Team DSM \| + 0 s \| |                     |             |                                    |                 |
| |                     |             |                                    |                 |
| Quelle: ProCyclingStats |                     |             |                                    |                 |
| Etappenergebnis |                     |             |                                    |                 |
| Fahrer | Fahrer              | Land        | Team                               | Zeit            |
| 1. | Caleb Ewan          | Australien  | Lotto-Soudal                       | 4 h 01 min 54 s |
| 2. | Jonathan Milan      | Italien     | Bahrain Victorious                 | + 0 s           |
| 3. | Max Kanter          | Deutschland | Movistar Team                      | + 0 s           |
| 4. | Felix Groß          | Deutschland | UAE Team Emirates                  | + 0 s           |
| 5. | Florian Sénéchal    | Frankreich  | Quick-Step Alpha Vinyl             | + 0 s           |
| 6. | Alexander Kristoff  | Norwegen    | Intermarché-Wanty-Gobert Matériaux | + 0 s           |
| 7. | Jérémy Lecroq       | Frankreich  | B&B Hotels-KTM                     | + 0 s           |
| 8. | Tim Torn Teutenberg | Deutschland | Leopard Pro Cycling                | + 0 s           |
| 9. | Lawrence Naesen     | Belgien     | AG2R Citroën Team                  | + 0 s           |
| 10. | Marius Mayrhofer    | Deutschland | Team DSM                           | + 0 s           |

| \| Gesamtwertung \| Gesamtwertung \| Gesamtwertung \| Gesamtwertung \| Gesamtwertung \| \| Fahrer \| Fahrer \| Land \| Team \| Zeit \| \| ------------- \| --------------- \| ---------------------- \| ---------------------------- \| --------------- \| \| 1. \| Filippo Ganna \| Italien \| Ineos Grenadiers \| 4 h 04 min 53 s \| \| 2. \| Bauke Mollema \| Niederlande \| Trek-Segafredo \| + 2 s \| \| 3. \| Jonathan Milan \| Italien \| Bahrain Victorious \| + 3 s \| \| 4. \| Nils Politt \| Deutschland \| Bora-Hansgrohe \| + 3 s \| \| 5. \| Mick van Dijke \| Niederlande \| Jumbo-Visma \| + 5 s \| \| 6. \| Adam Yates \| Vereinigtes Königreich \| Ineos Grenadiers \| + 6 s \| \| 7. \| Alberto Bettiol \| Italien \| EF Education-EasyPost \| + 6 s \| \| 8. \| Tobias Foss \| Norwegen \| Jumbo-Visma \| + 6 s \| \| 9. \| Kim Heiduk \| Deutschland \| Ineos Grenadiers \| + 6 s \| \| 10. \| Lars Boven \| Niederlande \| Jumbo-Visma Development Team \| + 7 s \| |                 |                        |                              |                 |
| |                 |                        |                              |                 |
| Quelle: ProCyclingStats |                 |                        |                              |                 |
| Gesamtwertung |                 |                        |                              |                 |
| Fahrer | Fahrer          | Land                   | Team                         | Zeit            |
| 1. | Filippo Ganna   | Italien                | Ineos Grenadiers             | 4 h 04 min 53 s |
| 2. | Bauke Mollema   | Niederlande            | Trek-Segafredo               | + 2 s           |
| 3. | Jonathan Milan  | Italien                | Bahrain Victorious           | + 3 s           |
| 4. | Nils Politt     | Deutschland            | Bora-Hansgrohe               | + 3 s           |
| 5. | Mick van Dijke  | Niederlande            | Jumbo-Visma                  | + 5 s           |
| 6. | Adam Yates      | Vereinigtes Königreich | Ineos Grenadiers             | + 6 s           |
| 7. | Alberto Bettiol | Italien                | EF Education-EasyPost        | + 6 s           |
| 8. | Tobias Foss     | Norwegen               | Jumbo-Visma                  | + 6 s           |
| 9. | Kim Heiduk      | Deutschland            | Ineos Grenadiers             | + 6 s           |
| 10. | Lars Boven      | Niederlande            | Jumbo-Visma Development Team | + 7 s           |

| Punktewertung | Punktewertung  | Punktewertung | Punktewertung      | Punktewertung |
| Fahrer        | Fahrer         | Land          | Team               | Punkte        |
| ------------- | -------------- | ------------- | ------------------ | ------------- |
| 1.            | Filippo Ganna  | Italien       | Ineos Grenadiers   | 15 P.         |
| 2.            | Caleb Ewan     | Australien    | Lotto-Soudal       | 15 P.         |
| 3.            | Bauke Mollema  | Niederlande   | Trek-Segafredo     | 12 P.         |
| 4.            | Jonathan Milan | Italien       | Bahrain Victorious | 12 P.         |

| Bergwertung | Bergwertung      | Bergwertung | Bergwertung                | Bergwertung |
| Fahrer      | Fahrer           | Land        | Team                       | Punkte      |
| ----------- | ---------------- | ----------- | -------------------------- | ----------- |
| 1.          | Jakob Geßner     | Deutschland | Team Lotto-Kern Haus       | 11 P.       |
| 2.          | Roman Duckert    | Deutschland | Dauner-AKKON               | 7 P.        |
| 3.          | Michiel Stockman | Belgien     | Saris Rouvy Sauerland Team | 3 P.        |
| 4.          | Filippo Ganna    | Italien     | Ineos Grenadiers           | 2 P.        |
| 5.          | Bauke Mollema    | Niederlande | Trek-Segafredo             | 1 P.        |

| Nachwuchswertung | Nachwuchswertung | Nachwuchswertung | Nachwuchswertung   | Nachwuchswertung |
| Fahrer           | Fahrer           | Land             | Team               | Zeit             |
| ---------------- | ---------------- | ---------------- | ------------------ | ---------------- |
| 1.               | Jonathan Milan   | Italien          | Bahrain Victorious | 4 h 04 min 53 s  |
| 2.               | Mick van Dijke   | Niederlande      | Jumbo-Visma        | + 2 s            |
| 3.               | Tobias Foss      | Norwegen         | Jumbo-Visma        | + 3 s            |
| 4.               | Kim Heiduk       | Deutschland      | Ineos Grenadiers   | + 3 s            |

| Mannschaftswertung | Mannschaftswertung         | Mannschaftswertung | Mannschaftswertung |
| Team               | Team                       | Land               | Zeit               |
| ------------------ | -------------------------- | ------------------ | ------------------ |
| 1.                 | EF Education-EasyPost      | Vereinigte Staaten | 12 h 05 min 42 s   |
| 2.                 | Saris Rouvy Sauerland Team | Deutschland        | + 0 s              |
| 3.                 | B&B Hotels-KTM             | Frankreich         | + 0 s              |
| 4.                 | Trek-Segafredo             | Vereinigte Staaten | + 0 s              |
| 5.                 | Jumbo-Visma                | Niederlande        | + 0 s              |
| 6.                 | Movistar Team              | Spanien            | + 0 s              |
| 7.                 | Team Lotto-Kern Haus       | Deutschland        | + 0 s              |
| 8.                 | Dauner-AKKON               | Deutschland        | + 0 s              |

### 2. Etappe
Meiningen–Marburg (200,7 km)
| \| Etappenergebnis \| Etappenergebnis \| Etappenergebnis \| Etappenergebnis \| Etappenergebnis \| \| Fahrer \| Fahrer \| Land \| Team \| Zeit \| \| --------------- \| ------------------ \| ---------------------- \| ---------------------------------- \| --------------- \| \| 1. \| Alexander Kristoff \| Norwegen \| Intermarché-Wanty-Gobert Matériaux \| 4 h 57 min 37 s \| \| 2. \| Florian Sénéchal \| Frankreich \| Quick-Step Alpha Vinyl \| + 0 s \| \| 3. \| Alberto Bettiol \| Italien \| EF Education-EasyPost \| + 0 s \| \| 4. \| Greg Van Avermaet \| Belgien \| AG2R Citroën Team \| + 0 s \| \| 5. \| Max Kanter \| Deutschland \| Movistar Team \| + 0 s \| \| 6. \| Matthew Holmes \| Vereinigtes Königreich \| Lotto-Soudal \| + 0 s \| \| 7. \| Lilian Calmejane \| Frankreich \| AG2R Citroën Team \| + 0 s \| \| 8. \| Patrick Konrad \| Österreich \| Bora-Hansgrohe \| + 0 s \| \| 9. \| Mikkel Bjerg \| Dänemark \| UAE Team Emirates \| + 0 s \| \| 10. \| Georg Zimmermann \| Deutschland \| Intermarché-Wanty-Gobert Matériaux \| + 0 s \| |                    |                        |                                    |                 |
| |                    |                        |                                    |                 |
| Quelle: ProCyclingStats |                    |                        |                                    |                 |
| Etappenergebnis |                    |                        |                                    |                 |
| Fahrer | Fahrer             | Land                   | Team                               | Zeit            |
| 1. | Alexander Kristoff | Norwegen               | Intermarché-Wanty-Gobert Matériaux | 4 h 57 min 37 s |
| 2. | Florian Sénéchal   | Frankreich             | Quick-Step Alpha Vinyl             | + 0 s           |
| 3. | Alberto Bettiol    | Italien                | EF Education-EasyPost              | + 0 s           |
| 4. | Greg Van Avermaet  | Belgien                | AG2R Citroën Team                  | + 0 s           |
| 5. | Max Kanter         | Deutschland            | Movistar Team                      | + 0 s           |
| 6. | Matthew Holmes     | Vereinigtes Königreich | Lotto-Soudal                       | + 0 s           |
| 7. | Lilian Calmejane   | Frankreich             | AG2R Citroën Team                  | + 0 s           |
| 8. | Patrick Konrad     | Österreich             | Bora-Hansgrohe                     | + 0 s           |
| 9. | Mikkel Bjerg       | Dänemark               | UAE Team Emirates                  | + 0 s           |
| 10. | Georg Zimmermann   | Deutschland            | Intermarché-Wanty-Gobert Matériaux | + 0 s           |

| \| Gesamtwertung \| Gesamtwertung \| Gesamtwertung \| Gesamtwertung \| Gesamtwertung \| \| Fahrer \| Fahrer \| Land \| Team \| Zeit \| \| ------------- \| ------------------ \| ---------------------- \| ---------------------------------- \| --------------- \| \| 1. \| Alberto Bettiol \| Italien \| EF Education-EasyPost \| 9 h 02 min 27 s \| \| 2. \| Alexander Kristoff \| Norwegen \| Intermarché-Wanty-Gobert Matériaux \| + 0 s \| \| 3. \| Filippo Ganna \| Italien \| Ineos Grenadiers \| + 0 s \| \| 4. \| Bauke Mollema \| Niederlande \| Trek-Segafredo \| + 2 s \| \| 5. \| Mick van Dijke \| Niederlande \| Jumbo-Visma \| + 5 s \| \| 6. \| Adam Yates \| Vereinigtes Königreich \| Ineos Grenadiers \| + 6 s \| \| 7. \| Florian Sénéchal \| Frankreich \| Quick-Step Alpha Vinyl \| + 6 s \| \| 8. \| Tobias Foss \| Norwegen \| Jumbo-Visma \| + 6 s \| \| 9. \| Lars Boven \| Niederlande \| Jumbo-Visma Development Team \| + 7 s \| \| 10. \| Sean Quinn \| Vereinigte Staaten \| EF Education-EasyPost \| + 7 s \| |                    |                        |                                    |                 |
| |                    |                        |                                    |                 |
| Quelle: ProCyclingStats |                    |                        |                                    |                 |
| Gesamtwertung |                    |                        |                                    |                 |
| Fahrer | Fahrer             | Land                   | Team                               | Zeit            |
| 1. | Alberto Bettiol    | Italien                | EF Education-EasyPost              | 9 h 02 min 27 s |
| 2. | Alexander Kristoff | Norwegen               | Intermarché-Wanty-Gobert Matériaux | + 0 s           |
| 3. | Filippo Ganna      | Italien                | Ineos Grenadiers                   | + 0 s           |
| 4. | Bauke Mollema      | Niederlande            | Trek-Segafredo                     | + 2 s           |
| 5. | Mick van Dijke     | Niederlande            | Jumbo-Visma                        | + 5 s           |
| 6. | Adam Yates         | Vereinigtes Königreich | Ineos Grenadiers                   | + 6 s           |
| 7. | Florian Sénéchal   | Frankreich             | Quick-Step Alpha Vinyl             | + 6 s           |
| 8. | Tobias Foss        | Norwegen               | Jumbo-Visma                        | + 6 s           |
| 9. | Lars Boven         | Niederlande            | Jumbo-Visma Development Team       | + 7 s           |
| 10. | Sean Quinn         | Vereinigte Staaten     | EF Education-EasyPost              | + 7 s           |

| Punktewertung | Punktewertung      | Punktewertung | Punktewertung                      | Punktewertung |
| Fahrer        | Fahrer             | Land          | Team                               | Punkte        |
| ------------- | ------------------ | ------------- | ---------------------------------- | ------------- |
| 1.            | Alexander Kristoff | Norwegen      | Intermarché-Wanty-Gobert Matériaux | 20 P.         |
| 2.            | Florian Sénéchal   | Frankreich    | Quick-Step Alpha Vinyl             | 18 P.         |
| 3.            | Filippo Ganna      | Italien       | Ineos Grenadiers                   | 15 P.         |
| 4.            | Caleb Ewan         | Australien    | Lotto-Soudal                       | 15 P.         |
| 5.            | Max Kanter         | Deutschland   | Movistar Team                      | 15 P.         |

| Bergwertung | Bergwertung   | Bergwertung | Bergwertung          | Bergwertung |
| Fahrer      | Fahrer        | Land        | Team                 | Punkte      |
| ----------- | ------------- | ----------- | -------------------- | ----------- |
| 1.          | Jakob Geßner  | Deutschland | Team Lotto-Kern Haus | 11 P.       |
| 2.          | Roman Duckert | Deutschland | Dauner-AKKON         | 7 P.        |
| 3.          | Jan Hugger    | Deutschland | Team Lotto-Kern Haus | 5 P.        |

| Nachwuchswertung | Nachwuchswertung  | Nachwuchswertung   | Nachwuchswertung             | Nachwuchswertung |
| Fahrer           | Fahrer            | Land               | Team                         | Zeit             |
| ---------------- | ----------------- | ------------------ | ---------------------------- | ---------------- |
| 1.               | Mick van Dijke    | Niederlande        | Jumbo-Visma                  | 9 h 02 min 02 s  |
| 2.               | Tobias Foss       | Norwegen           | Jumbo-Visma                  | + 1 s            |
| 3.               | Lars Boven        | Niederlande        | Jumbo-Visma Development Team | + 2 s            |
| 4.               | Sean Quinn        | Vereinigte Staaten | EF Education-EasyPost        | + 2 s            |
| 5.               | Max Kanter        | Deutschland        | Movistar Team                | + 3 s            |
| 6.               | Mattias Skjelmose | Dänemark           | Trek-Segafredo               | + 3 s            |

| Mannschaftswertung | Mannschaftswertung     | Mannschaftswertung | Mannschaftswertung |
| Team               | Team                   | Land               | Zeit               |
| ------------------ | ---------------------- | ------------------ | ------------------ |
| 1.                 | EF Education-EasyPost  | Vereinigte Staaten |                    |
| 2.                 | Jumbo-Visma            | Niederlande        | + 0 s              |
| 3.                 | Trek-Segafredo         | Vereinigte Staaten | + 3 s              |
| 4.                 | Quick-Step Alpha Vinyl | Belgien            | + 9 s              |

### 3. Etappe
Freiburg–Schauinsland (148,9 km)
| \| Etappenergebnis \| Etappenergebnis \| Etappenergebnis \| Etappenergebnis \| Etappenergebnis \| \| Fahrer \| Fahrer \| Land \| Team \| Zeit \| \| --------------- \| ----------------- \| ---------------------- \| ---------------------------------- \| --------------- \| \| 1. \| Adam Yates \| Vereinigtes Königreich \| Ineos Grenadiers \| 3 h 41 min 19 s \| \| 2. \| Pello Bilbao \| Spanien \| Bahrain Victorious \| + 19 s \| \| 3. \| Mauri Vansevenant \| Belgien \| Quick-Step Alpha Vinyl \| + 28 s \| \| 4. \| Ruben Guerreiro \| Portugal \| EF Education-EasyPost \| + 28 s \| \| 5. \| Georg Zimmermann \| Deutschland \| Intermarché-Wanty-Gobert Matériaux \| + 29 s \| \| 6. \| James Knox \| Vereinigtes Königreich \| Quick-Step Alpha Vinyl \| + 31 s \| \| 7. \| Mattias Skjelmose \| Dänemark \| Trek-Segafredo \| + 33 s \| \| 8. \| Laurens Huys \| Belgien \| Intermarché-Wanty-Gobert Matériaux \| + 34 s \| \| 9. \| Iván Sosa \| Kolumbien \| Movistar Team \| + 35 s \| \| 10. \| Sylvain Moniquet \| Belgien \| Lotto-Soudal \| + 36 s \| |                   |                        |                                    |                 |
| |                   |                        |                                    |                 |
| Quelle: ProCyclingStats |                   |                        |                                    |                 |
| Etappenergebnis |                   |                        |                                    |                 |
| Fahrer | Fahrer            | Land                   | Team                               | Zeit            |
| 1. | Adam Yates        | Vereinigtes Königreich | Ineos Grenadiers                   | 3 h 41 min 19 s |
| 2. | Pello Bilbao      | Spanien                | Bahrain Victorious                 | + 19 s          |
| 3. | Mauri Vansevenant | Belgien                | Quick-Step Alpha Vinyl             | + 28 s          |
| 4. | Ruben Guerreiro   | Portugal               | EF Education-EasyPost              | + 28 s          |
| 5. | Georg Zimmermann  | Deutschland            | Intermarché-Wanty-Gobert Matériaux | + 29 s          |
| 6. | James Knox        | Vereinigtes Königreich | Quick-Step Alpha Vinyl             | + 31 s          |
| 7. | Mattias Skjelmose | Dänemark               | Trek-Segafredo                     | + 33 s          |
| 8. | Laurens Huys      | Belgien                | Intermarché-Wanty-Gobert Matériaux | + 34 s          |
| 9. | Iván Sosa         | Kolumbien              | Movistar Team                      | + 35 s          |
| 10. | Sylvain Moniquet  | Belgien                | Lotto-Soudal                       | + 36 s          |

| \| Gesamtwertung \| Gesamtwertung \| Gesamtwertung \| Gesamtwertung \| Gesamtwertung \| \| Fahrer \| Fahrer \| Land \| Team \| Zeit \| \| ------------- \| ----------------- \| ---------------------- \| ---------------------------------- \| ---------------- \| \| 1. \| Adam Yates \| Vereinigtes Königreich \| Ineos Grenadiers \| 12 h 43 min 39 s \| \| 2. \| Pello Bilbao \| Spanien \| Bahrain Victorious \| + 30 s \| \| 3. \| Mauri Vansevenant \| Belgien \| Quick-Step Alpha Vinyl \| + 48 s \| \| 4. \| Mattias Skjelmose \| Dänemark \| Trek-Segafredo \| + 48 s \| \| 5. \| Georg Zimmermann \| Deutschland \| Intermarché-Wanty-Gobert Matériaux \| + 49 s \| \| 6. \| Ruben Guerreiro \| Portugal \| EF Education-EasyPost \| + 51 s \| \| 7. \| James Knox \| Vereinigtes Königreich \| Quick-Step Alpha Vinyl \| + 56 s \| \| 8. \| Sylvain Moniquet \| Belgien \| Lotto-Soudal \| + 56 s \| \| 9. \| Laurens Huys \| Belgien \| Intermarché-Wanty-Gobert Matériaux \| + 1 min 02 s \| \| 10. \| Iván Sosa \| Kolumbien \| Movistar Team \| + 1 min 06 s \| |                   |                        |                                    |                  |
| |                   |                        |                                    |                  |
| Quelle: ProCyclingStats |                   |                        |                                    |                  |
| Gesamtwertung |                   |                        |                                    |                  |
| Fahrer | Fahrer            | Land                   | Team                               | Zeit             |
| 1. | Adam Yates        | Vereinigtes Königreich | Ineos Grenadiers                   | 12 h 43 min 39 s |
| 2. | Pello Bilbao      | Spanien                | Bahrain Victorious                 | + 30 s           |
| 3. | Mauri Vansevenant | Belgien                | Quick-Step Alpha Vinyl             | + 48 s           |
| 4. | Mattias Skjelmose | Dänemark               | Trek-Segafredo                     | + 48 s           |
| 5. | Georg Zimmermann  | Deutschland            | Intermarché-Wanty-Gobert Matériaux | + 49 s           |
| 6. | Ruben Guerreiro   | Portugal               | EF Education-EasyPost              | + 51 s           |
| 7. | James Knox        | Vereinigtes Königreich | Quick-Step Alpha Vinyl             | + 56 s           |
| 8. | Sylvain Moniquet  | Belgien                | Lotto-Soudal                       | + 56 s           |
| 9. | Laurens Huys      | Belgien                | Intermarché-Wanty-Gobert Matériaux | + 1 min 02 s     |
| 10. | Iván Sosa         | Kolumbien              | Movistar Team                      | + 1 min 06 s     |

| Punktewertung | Punktewertung      | Punktewertung          | Punktewertung                      | Punktewertung |
| Fahrer        | Fahrer             | Land                   | Team                               | Punkte        |
| ------------- | ------------------ | ---------------------- | ---------------------------------- | ------------- |
| 1.            | Alexander Kristoff | Norwegen               | Intermarché-Wanty-Gobert Matériaux | 20 P.         |
| 2.            | Adam Yates         | Vereinigtes Königreich | Ineos Grenadiers                   | 19 P.         |
| 3.            | Florian Sénéchal   | Frankreich             | Quick-Step Alpha Vinyl             | 18 P.         |
| 4.            | Michiel Stockman   | Belgien                | Saris Rouvy Sauerland Team         | 16 P.         |
| 5.            | Filippo Ganna      | Italien                | Ineos Grenadiers                   | 15 P.         |
| 6.            | Caleb Ewan         | Australien             | Lotto-Soudal                       | 15 P.         |
| 7.            | Max Kanter         | Deutschland            | Movistar Team                      | 15 P.         |

| Bergwertung | Bergwertung       | Bergwertung | Bergwertung                | Bergwertung |
| Fahrer      | Fahrer            | Land        | Team                       | Punkte      |
| ----------- | ----------------- | ----------- | -------------------------- | ----------- |
| 1.          | Jakob Geßner      | Deutschland | Team Lotto-Kern Haus       | 18 P.       |
| 2.          | Roman Duckert     | Deutschland | Dauner-AKKON               | 7 P.        |
| 3.          | Harm Vanhoucke    | Belgien     | Lotto-Soudal               | 6 P.        |
| 4.          | Frederik Rassmann | Deutschland | Dauner-AKKON               | 6 P.        |
| 5.          | Pello Bilbao      | Spanien     | Bahrain Victorious         | 6 P.        |
| 6.          | Michiel Stockman  | Belgien     | Saris Rouvy Sauerland Team | 6 P.        |

| Nachwuchswertung | Nachwuchswertung  | Nachwuchswertung | Nachwuchswertung                   | Nachwuchswertung |
| Fahrer           | Fahrer            | Land             | Team                               | Zeit             |
| ---------------- | ----------------- | ---------------- | ---------------------------------- | ---------------- |
| 1.               | Mauri Vansevenant | Belgien          | Quick-Step Alpha Vinyl             | 12 h 44 min 27 s |
| 2.               | Mattias Skjelmose | Dänemark         | Trek-Segafredo                     | + 0 s            |
| 3.               | Georg Zimmermann  | Deutschland      | Intermarché-Wanty-Gobert Matériaux | + 1 s            |
| 4.               | Sylvain Moniquet  | Belgien          | Lotto-Soudal                       | + 8 s            |

| Mannschaftswertung | Mannschaftswertung                 | Mannschaftswertung           | Mannschaftswertung |
| Team               | Team                               | Land                         | Zeit               |
| ------------------ | ---------------------------------- | ---------------------------- | ------------------ |
| 1.                 | Movistar Team                      | Spanien                      | 38 h 15 min 33 s   |
| 2.                 | EF Education-EasyPost              | Vereinigte Staaten           | + 18 s             |
| 3.                 | Intermarché-Wanty-Gobert Matériaux | Belgien                      | + 30 s             |
| 4.                 | UAE Team Emirates                  | Vereinigte Arabische Emirate | + 1 min 29 s       |

### 4. Etappe
Schiltach–Stuttgart (186,6 km)
| \| Etappenergebnis \| Etappenergebnis \| Etappenergebnis \| Etappenergebnis \| Etappenergebnis \| \| Fahrer \| Fahrer \| Land \| Team \| Zeit \| \| --------------- \| ------------------- \| ---------------------- \| ---------------------------------- \| --------------- \| \| 1. \| Pello Bilbao \| Spanien \| Bahrain Victorious \| 4 h 11 min 19 s \| \| 2. \| Ruben Guerreiro \| Portugal \| EF Education-EasyPost \| + 0 s \| \| 3. \| Georg Zimmermann \| Deutschland \| Intermarché-Wanty-Gobert Matériaux \| + 0 s \| \| 4. \| Sylvain Moniquet \| Belgien \| Lotto-Soudal \| + 0 s \| \| 5. \| Adam Yates \| Vereinigtes Königreich \| Ineos Grenadiers \| + 0 s \| \| 6. \| Davide Formolo \| Italien \| UAE Team Emirates \| + 0 s \| \| 7. \| Alberto Bettiol \| Italien \| EF Education-EasyPost \| + 0 s \| \| 8. \| Mauri Vansevenant \| Belgien \| Quick-Step Alpha Vinyl \| + 0 s \| \| 9. \| James Knox \| Vereinigtes Königreich \| Quick-Step Alpha Vinyl \| + 0 s \| \| 10. \| Hermann Pernsteiner \| Österreich \| Bahrain Victorious \| + 0 s \| |                     |                        |                                    |                 |
| |                     |                        |                                    |                 |
| Quelle: ProCyclingStats |                     |                        |                                    |                 |
| Etappenergebnis |                     |                        |                                    |                 |
| Fahrer | Fahrer              | Land                   | Team                               | Zeit            |
| 1. | Pello Bilbao        | Spanien                | Bahrain Victorious                 | 4 h 11 min 19 s |
| 2. | Ruben Guerreiro     | Portugal               | EF Education-EasyPost              | + 0 s           |
| 3. | Georg Zimmermann    | Deutschland            | Intermarché-Wanty-Gobert Matériaux | + 0 s           |
| 4. | Sylvain Moniquet    | Belgien                | Lotto-Soudal                       | + 0 s           |
| 5. | Adam Yates          | Vereinigtes Königreich | Ineos Grenadiers                   | + 0 s           |
| 6. | Davide Formolo      | Italien                | UAE Team Emirates                  | + 0 s           |
| 7. | Alberto Bettiol     | Italien                | EF Education-EasyPost              | + 0 s           |
| 8. | Mauri Vansevenant   | Belgien                | Quick-Step Alpha Vinyl             | + 0 s           |
| 9. | James Knox          | Vereinigtes Königreich | Quick-Step Alpha Vinyl             | + 0 s           |
| 10. | Hermann Pernsteiner | Österreich             | Bahrain Victorious                 | + 0 s           |

| \| Gesamtwertung \| Gesamtwertung \| Gesamtwertung \| Gesamtwertung \| Gesamtwertung \| \| Fahrer \| Fahrer \| Land \| Team \| Zeit \| \| ------------- \| ----------------- \| ---------------------- \| ---------------------------------- \| ---------------- \| \| 1. \| Adam Yates \| Vereinigtes Königreich \| Ineos Grenadiers \| 16 h 54 min 56 s \| \| 2. \| Pello Bilbao \| Spanien \| Bahrain Victorious \| + 22 s \| \| 3. \| Ruben Guerreiro \| Portugal \| EF Education-EasyPost \| + 44 s \| \| 4. \| Georg Zimmermann \| Deutschland \| Intermarché-Wanty-Gobert Matériaux \| + 47 s \| \| 5. \| Mauri Vansevenant \| Belgien \| Quick-Step Alpha Vinyl \| + 49 s \| \| 6. \| James Knox \| Vereinigtes Königreich \| Quick-Step Alpha Vinyl \| + 58 s \| \| 7. \| Sylvain Moniquet \| Belgien \| Lotto-Soudal \| + 58 s \| \| 8. \| Antonio Pedrero \| Spanien \| Movistar Team \| + 1 min 14 s \| \| 9. \| Iván Sosa \| Kolumbien \| Movistar Team \| + 1 min 36 s \| \| 10. \| Davide Formolo \| Italien \| UAE Team Emirates \| + 1 min 44 s \| |                   |                        |                                    |                  |
| |                   |                        |                                    |                  |
| Quelle: ProCyclingStats |                   |                        |                                    |                  |
| Gesamtwertung |                   |                        |                                    |                  |
| Fahrer | Fahrer            | Land                   | Team                               | Zeit             |
| 1. | Adam Yates        | Vereinigtes Königreich | Ineos Grenadiers                   | 16 h 54 min 56 s |
| 2. | Pello Bilbao      | Spanien                | Bahrain Victorious                 | + 22 s           |
| 3. | Ruben Guerreiro   | Portugal               | EF Education-EasyPost              | + 44 s           |
| 4. | Georg Zimmermann  | Deutschland            | Intermarché-Wanty-Gobert Matériaux | + 47 s           |
| 5. | Mauri Vansevenant | Belgien                | Quick-Step Alpha Vinyl             | + 49 s           |
| 6. | James Knox        | Vereinigtes Königreich | Quick-Step Alpha Vinyl             | + 58 s           |
| 7. | Sylvain Moniquet  | Belgien                | Lotto-Soudal                       | + 58 s           |
| 8. | Antonio Pedrero   | Spanien                | Movistar Team                      | + 1 min 14 s     |
| 9. | Iván Sosa         | Kolumbien              | Movistar Team                      | + 1 min 36 s     |
| 10. | Davide Formolo    | Italien                | UAE Team Emirates                  | + 1 min 44 s     |

| Punktewertung | Punktewertung      | Punktewertung          | Punktewertung                      | Punktewertung |
| Fahrer        | Fahrer             | Land                   | Team                               | Punkte        |
| ------------- | ------------------ | ---------------------- | ---------------------------------- | ------------- |
| 1.            | Pello Bilbao       | Spanien                | Bahrain Victorious                 | 27 P.         |
| 2.            | Adam Yates         | Vereinigtes Königreich | Ineos Grenadiers                   | 25 P.         |
| 3.            | Alexander Kristoff | Norwegen               | Intermarché-Wanty-Gobert Matériaux | 20 P.         |
| 4.            | Ruben Guerreiro    | Portugal               | EF Education-EasyPost              | 19 P.         |
| 5.            | Florian Sénéchal   | Frankreich             | Quick-Step Alpha Vinyl             | 18 P.         |
| 6.            | Bauke Mollema      | Niederlande            | Trek-Segafredo                     | 17 P.         |

| Bergwertung | Bergwertung       | Bergwertung | Bergwertung                | Bergwertung |
| Fahrer      | Fahrer            | Land        | Team                       | Punkte      |
| ----------- | ----------------- | ----------- | -------------------------- | ----------- |
| 1.          | Jakob Geßner      | Deutschland | Team Lotto-Kern Haus       | 18 P.       |
| 2.          | Romain Bardet     | Frankreich  | Team DSM                   | 12 P.       |
| 3.          | Roman Duckert     | Deutschland | Dauner-AKKON               | 7 P.        |
| 4.          | Frederik Rassmann | Deutschland | Dauner-AKKON               | 6 P.        |
| 5.          | Pello Bilbao      | Spanien     | Bahrain Victorious         | 6 P.        |
| 6.          | Michiel Stockman  | Belgien     | Saris Rouvy Sauerland Team | 6 P.        |

| Nachwuchswertung | Nachwuchswertung  | Nachwuchswertung | Nachwuchswertung                   | Nachwuchswertung |
| Fahrer           | Fahrer            | Land             | Team                               | Zeit             |
| ---------------- | ----------------- | ---------------- | ---------------------------------- | ---------------- |
| 1.               | Georg Zimmermann  | Deutschland      | Intermarché-Wanty-Gobert Matériaux | 16 h 55 min 43 s |
| 2.               | Mauri Vansevenant | Belgien          | Quick-Step Alpha Vinyl             | + 2 s            |
| 3.               | Sylvain Moniquet  | Belgien          | Lotto-Soudal                       | + 11 s           |
| 4.               | Iván Sosa         | Kolumbien        | Movistar Team                      | + 49 s           |
| 5.               | Gijs Leemreize    | Niederlande      | Jumbo-Visma                        | + 2 min 03 s     |

| Mannschaftswertung | Mannschaftswertung                 | Mannschaftswertung           | Mannschaftswertung |
| Team               | Team                               | Land                         | Zeit               |
| ------------------ | ---------------------------------- | ---------------------------- | ------------------ |
| 1.                 | Movistar Team                      | Spanien                      | 50 h 50 min 49 s   |
| 2.                 | Intermarché-Wanty-Gobert Matériaux | Belgien                      | + 23 s             |
| 3.                 | EF Education-EasyPost              | Vereinigte Staaten           | + 56 s             |
| 4.                 | UAE Team Emirates                  | Vereinigte Arabische Emirate | + 1 min 26 s       |
| 5.                 | Jumbo-Visma                        | Niederlande                  | + 7 min 35 s       |
| 6.                 | AG2R Citroën Team                  | Frankreich                   | + 9 min 24 s       |
| 7.                 | Bora-Hansgrohe                     | Deutschland                  | + 16 min 12 s      |

## Reglement
Die Deutschland Tour wurde nach dem Reglement der Union Cycliste Internationale für Etappenrennen ausgetragen, ergänzt um das Sonderreglement des Veranstalters.
- Die Gesamtwertung ergab sich aus der Addition der gefahrenen Zeiten abzüglich von 10, 6 und 4 Sekunden Bonifikation für die ersten drei einer jeden Etappe. Zusätzlich gab es bei jeder Etappe in einer Bonuswertung (nicht zu verwechseln mit den Zwischensprints der Punktewertung) 3, 2 und 1 Sekunden Zeitbonifikation. Der Führende der Gesamtwertung trug das Rote Trikot.
- Die Punktewertung ergab sich aus der Addition der Punkte im Ziel jeder Etappe (15, 12, 9, 7, 6, 5, 4, 3, 2 und 1 Punkte) und jeweils zwei Zwischensprints (5, 3 und 1 Punkte) – nicht zu verwechseln mit der Bonuswertung. Der Führende in der Punktewertung trug das Grüne Trikot.
- Die Bergwertung ergab sich aus der Addition der Punkte, die für die ersten der Überfahrt an den kategorisierten Anstiegen vergeben wurden, bzw. für den zeitschnellsten Fahrer an der Steigung des Prologs. Bei den Bergwertungen der 1. Kategorie wurden 5, 3 und 1 Punkt, bei denen der 2. Kategorie 3, 2 und 1 Punkt vergeben. Der Führende in der Bergwertung trug das Blaue Trikot.
- Auf Basis der Gesamtwertung wurde die Nachwuchswertung der Fahrer, die ab dem 1. Januar 1997 geboren wurden, ermittelt.
- Die Mannschaftswertung ergab sich aus der Addition der Zeiten der drei besten Fahrer eines Teams im Prolog und den Etappen.
- Der Prolog durfte nicht mit Zeitfahrmaschinen bestritten wurden, sondern nur mit Rennrädern, wie sie auch für Massenstartetappen zulässig sind.
- Die Gesamthöhe der Preisgelder betrug 73.365 €. Darunter entfielen insgesamt 61.365 € auf Preisgelder für Platzierungen auf den Tagesabschnitten und in der Gesamtwertung, z. B. 1.810 € für den Prologsieger, je 3.615 € für die Etappensieger und 8.135 € für den Gesamtsieger. Hinzu kommen jeweils 3.000 € für die Sieger der Punktewertung, Bergwertung, Nachwuchswertung und Mannschaftswertung.

## Wertungen im Tourverlauf
| Etappe         | Etappensieger      | Gesamtwertung   | Punktewertung      | Bergwertung  | Nachwuchswertung  | Mannschaftswertung    |
| -------------- | ------------------ | --------------- | ------------------ | ------------ | ----------------- | --------------------- |
| Prolog         | Filippo Ganna      | Filippo Ganna   | Filippo Ganna      | Olav Kooij   | Mick van Dijke    | Ineos Grenadiers      |
| 1              | Caleb Ewan         | Filippo Ganna   | Filippo Ganna      | Jakob Geßner | Jonathan Milan    | EF Education-EasyPost |
| 2              | Alexander Kristoff | Alberto Bettiol | Alexander Kristoff | Jakob Geßner | Mick van Dijke    | EF Education-EasyPost |
| 3              | Adam Yates         | Adam Yates      | Alexander Kristoff | Jakob Geßner | Mauri Vansevenant | Movistar Team         |
| 4              | Pello Bilbao       | Adam Yates      | Pello Bilbao       | Jakob Geßner | Georg Zimmermann  | Movistar Team         |
| Wertungssieger | Wertungssieger     | Adam Yates      | Pello Bilbao       | Jakob Geßner | Georg Zimmermann  | Movistar Team         |

## Fernsehübertragung
Das Radrennen wurde – wie in den Jahren zuvor – von ARD und ZDF übertragen. Der Prolog in Weimar wird wiederum beim MDR übertragen. Zwölf weitere internationale Sender übertrugen das Rennen ebenfalls live. Außerdem zeigten zahlreiche Sender die Highlights.